# Pseudoclitocybe cyathiformis
Pseudoclitocybe cyathiformis (Pierre Bulliard, 1786 ex Rolf Singer, 1956), sin. Clitocybe cyathiformis (Pierre Bulliard, 1786 ex Paul Kummer, 1871), este o specie de ciuperci comestibile din încrengătura Basidiomycota în familia Tricholomataceae și de genul Pseudoclitocybe, denumită în popor pâlnioară cafenie, este o specie saprofită de ciuperci comestibile care crește sociabil în grupuri, adesea în mănuchiuri și cercuri de vrăjitoare. În România, Basarabia și Bucovina de Nord este foarte răspândită și comună și aproape nicio ciupercă este astfel de nepretențioasă asupra habitatului ei ca aceasta: fie că trăiește în păduri de foioase și de conifere, rariști sau margini de drum forestiere, zone ruderale sau turbării, zone nerodnice sau supra-fertilizate, chiar și pe lemn în descompunere sau pe bușteni de fag stejar sau pin, fie că solul este acid sau bogat în baze, totul este potrivit pentru ea. Timpul apariției este din septembrie până în noiembrie (decembrie), chiar și iarna, dacă vremea nu este prea geroasă.

## Taxonomie

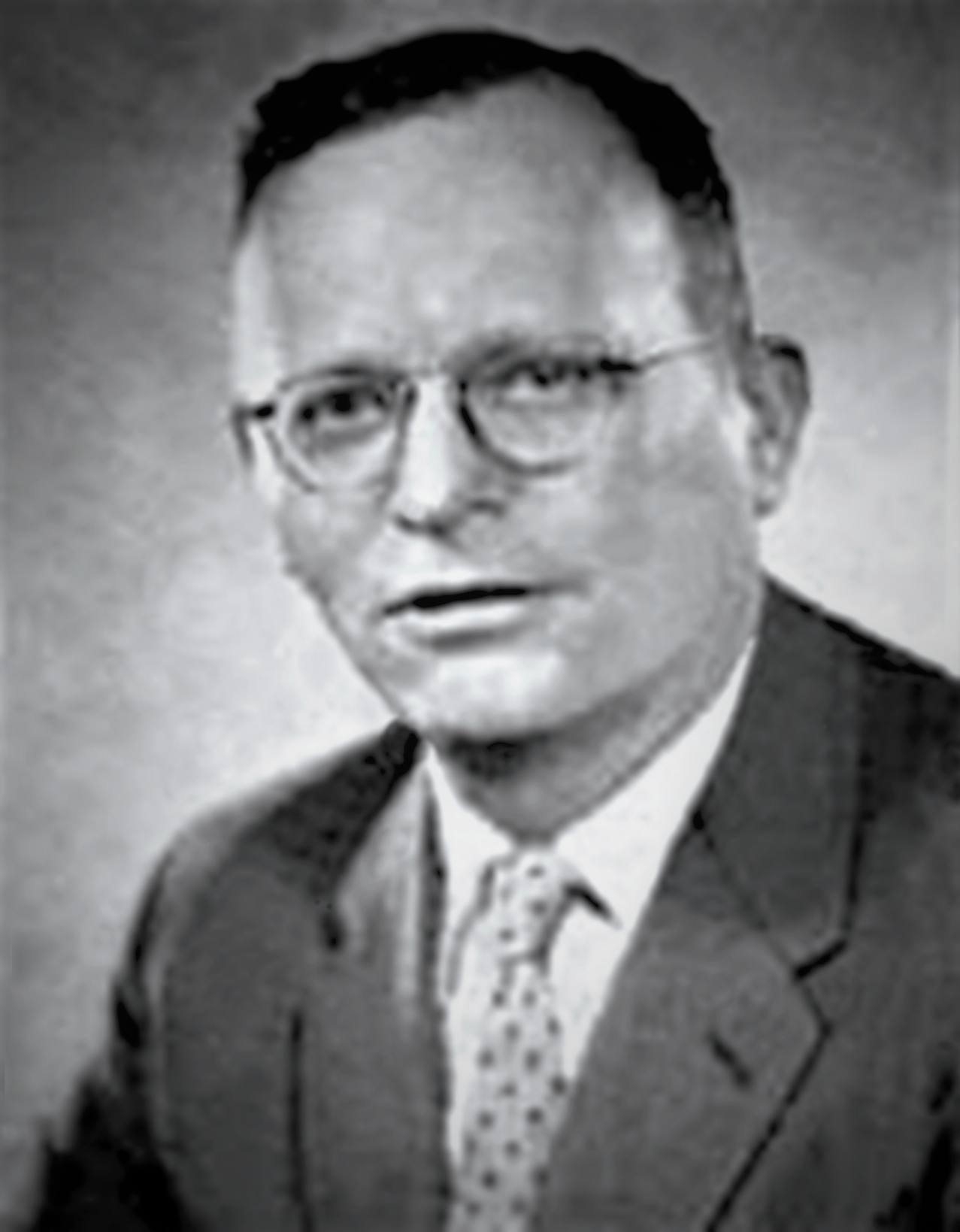
Rolf Singer

Numele binomial a fost determinat de către renumitul savant francez Pierre Bulliard drept Agaricus cyathiformis în volumul 6 al operei sale Herbier de la France din 1786 și transferat la genul Clitocybe sub păstrarea epitetului de micologul german Paul Kummer în marea sa lucrare Der Führer in die Pilzkunde: Anleitung zum methodischen, leichten und sicheren Bestimmen der in Deutschland vorkommenden Pilze mit Ausnahme der Schimmel- und allzu winzigen Schleim- und Kern-Pilzchen din 1871.
În anul 1956, micologul Rolf Singer a creat noul gen Pseudoclitocybe și a mutat specia într-acolo sub același epitet, de găsit în volumul 48 al jurnalului Mycologia din 1956. Pentru Singer specia se deosebește de adevăratele Clitocybe, în afară de tijele mai lungi și dezvoltate, prin aspectul de vinișoare ale lamelelor în partea de jos precum culorii acelora  niciodată albe.Această denumire este cea valabilă în prezent (2020), dar denumirea lui Kummer se mai găsește în multe cârti micologice mai vechi.
Toate celelalte încercări de redenumire (vezi infocaseta) precum unele variații nu sunt folosite, dar acceptate sinonim.
Epitetul este derivat din cuvântul grecesc antic (greacă veche ψευδής=fals, înșelător, nefundat, nesincer) în cea ce priveste numele generic precum cuvintele latine (latină cyathus=cupă, polonic) și (latină forma=figură, formă), datorită aspectului exterior.

## Descriere

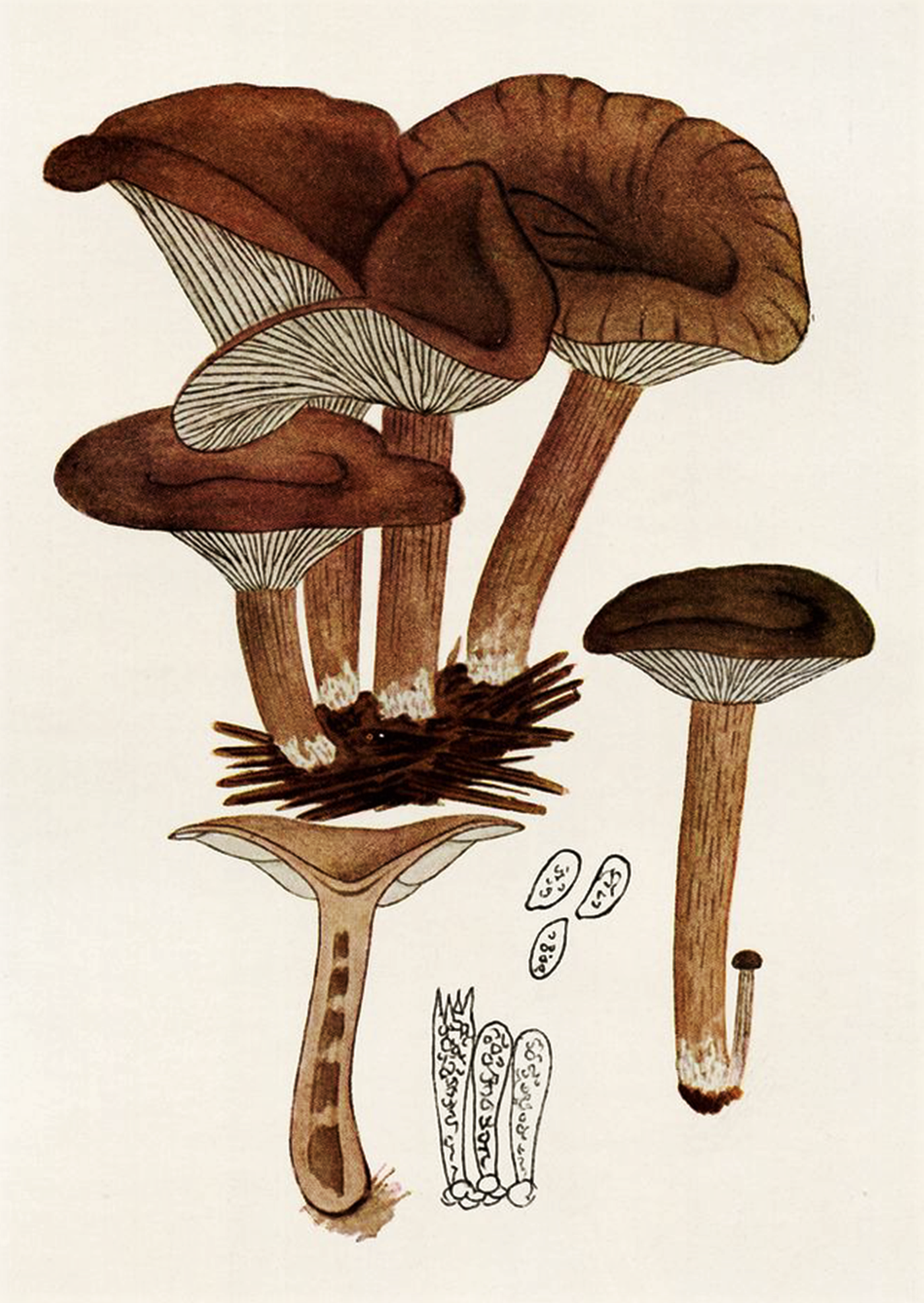
Bres.: Clitocybe cyathiformis

- Pălăria: rotundă, destul de subțire, nu prea cărnoasă, ceva elastică și numai puțin higrofană cu diametrul de (2) 4-8cm este proporționat rotundă, la început numai slab adâncită cu marginile răsucite înspre interior, ulterior în formă de pâlnie adâncă ocazional cu un ombilic mic central, atunci uneori cu marginile ușor striate radiar și ocazional neregulat ondulate. Cuticula este netedă, goală, cu aspect mat-mătăsos sau lucind unsuros. Coloritul, la început aproape negru, variază în timpul evoluției, el poate fi brun-cenușiu, de cafea cafenie, castaniu sau brun închis, adesea cu nuanțe albăstruie. La umezeală brun-negricios-măsliniu, se decolorează la secetă din ce în ce mai mult spre bej până maroniu deschis, de asemenea, la bătrânețe, în zona periferică.
- Lamelele: sunt aglomerate, subțiri, decurente la picior în formă de seceră, fiind bifurcate precum parțial reticulate transversal între ele, muchiile fiind netede. Coloritul inițial albicios devine ulterior crem până gri-bej murdar până cenușiu-maroniu.
- Piciorul: are înălțimea de 4-8 (10)cm și grosimea de 0,6-1,1cm, este cilindric, rezistent, cartilaginos și ceva fibros, inițial plin, apoi cu cavități pe dinăuntru. La bază este uneori slab îngroșat, alb și pâslos, datorită rizomorfelor. Coloritul cojii, mereu mai deschis ca cel al pălăriei, este în rest roșu-maroniu, tija fiind acoperită de fibrile longitudinale crem-cenușii. Nu prezintă un inel.
- Carnea: este ușor apoasă, destul de subțire, în picior cartilaginoasă de colorit gri-bej până maroniu, cu un miros slab aromatic, la exemplare tinere aproape imperceptibil și gust blând, slab de ciuperci.[4][6][7]
- Caracteristici microscopice: sunt netezi și pe dinăuntru granulați, lat elipsoidali până sub-globuloși, hialini (translucizi), amiloizi (ce înseamnă colorabilitatea structurilor tisulare folosind reactivi de iod), cu o mărime de 7-10 x 4,5-6 microni. Pulberea lor este crem-albuie. Poartă basidii clavate fără fibule cu 4 sterigme fiecare cu o dimensiune de 35-46 x 8-10 microni. Nu prezintă cheilocistide (elemente sterile situate pe muchia lamelor).[14][15]
- Reacții chimice: nu sunt cunoscute.[16][17]

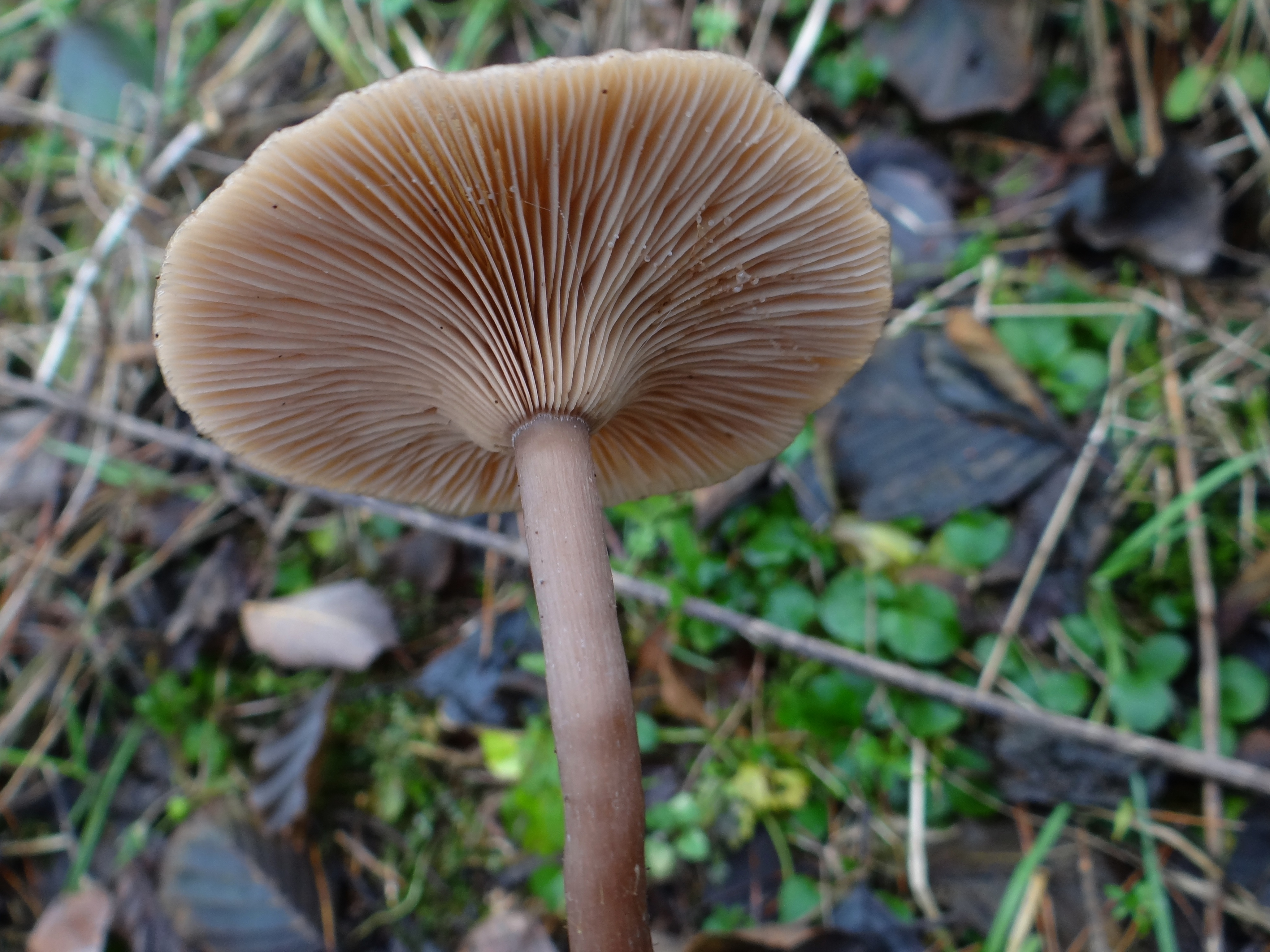
P. cyathiformis, lamele și picior
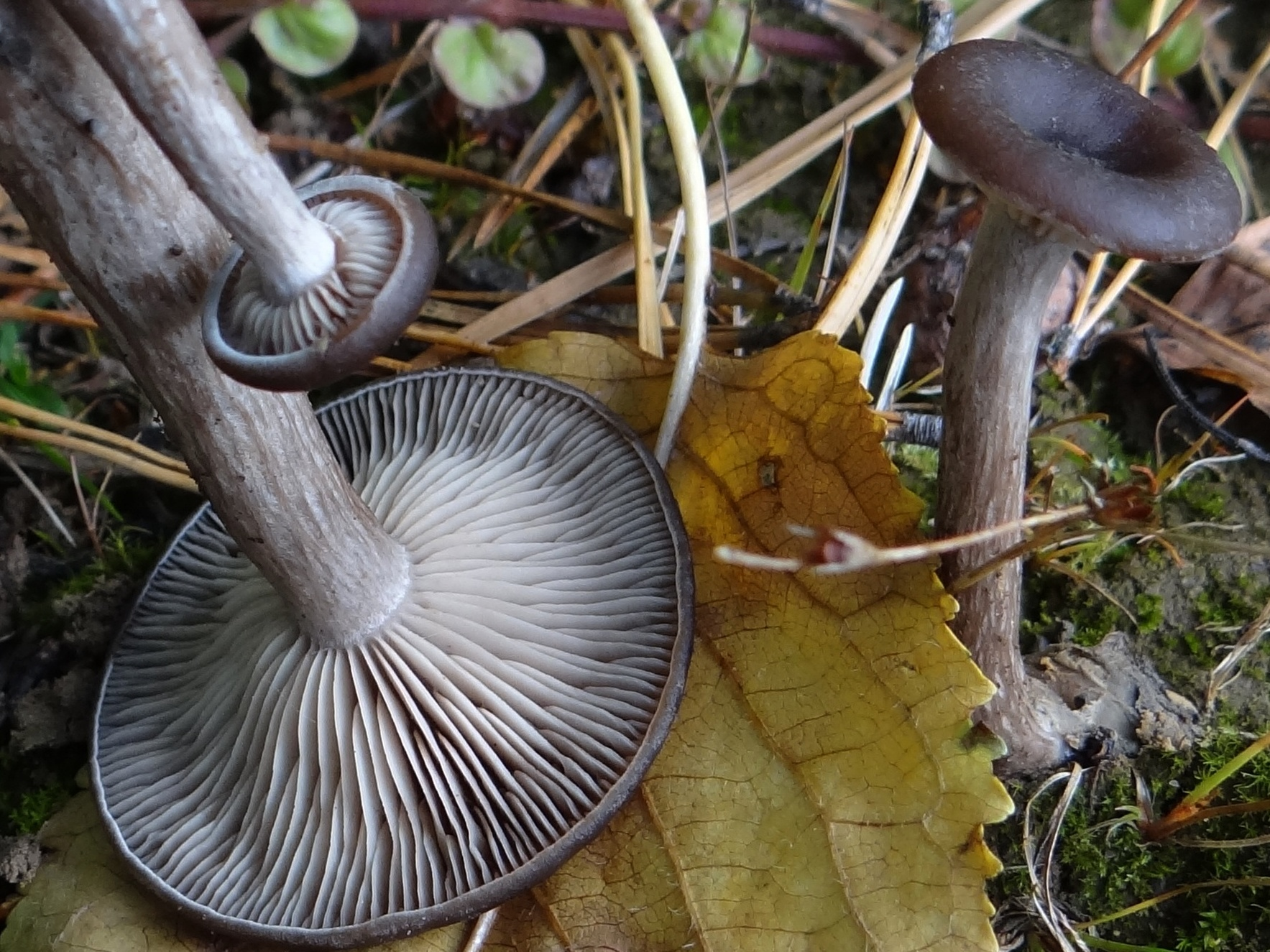
P. cyathiformis tineri
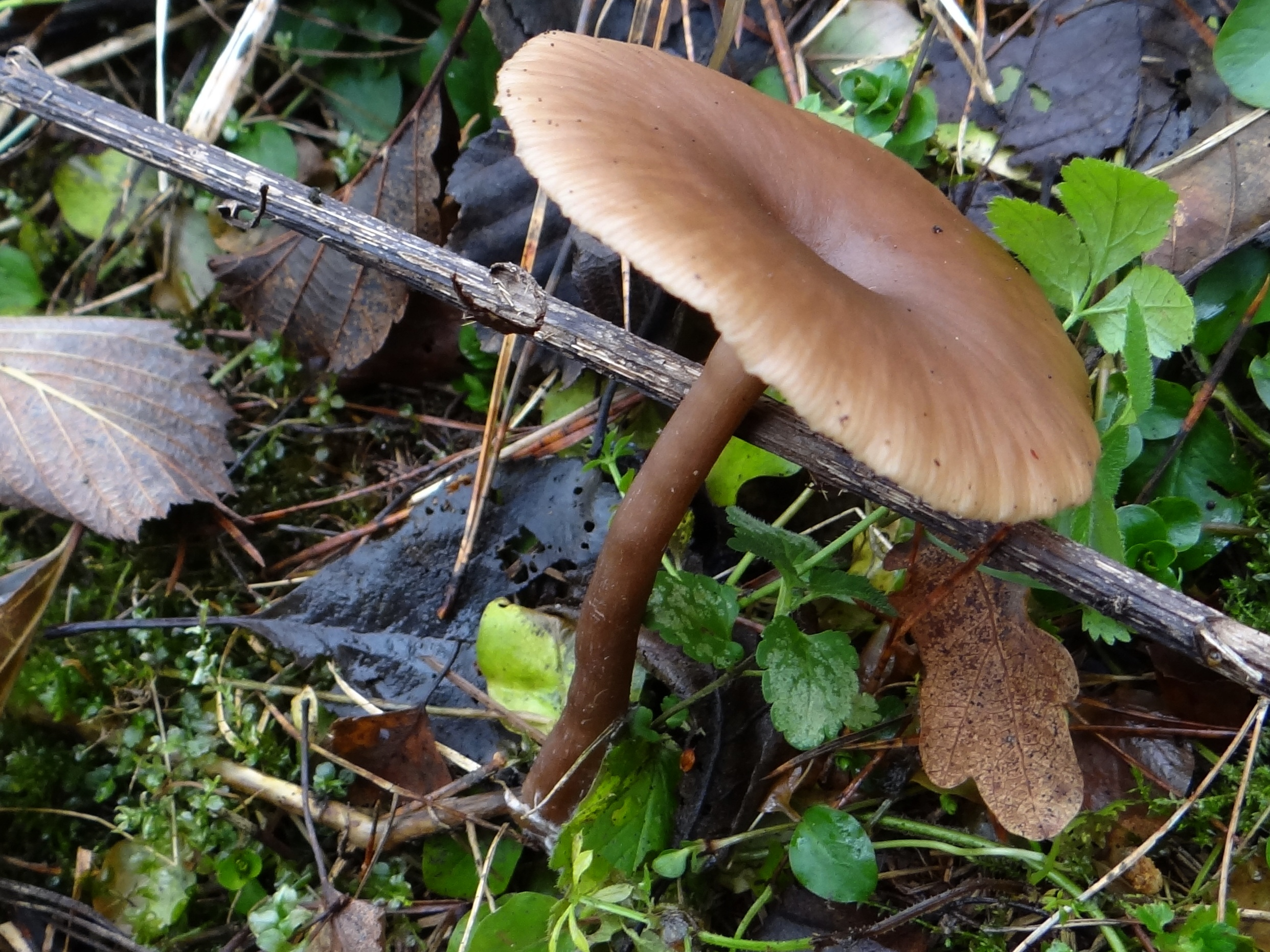
P. cyathiformi mai în vârstă
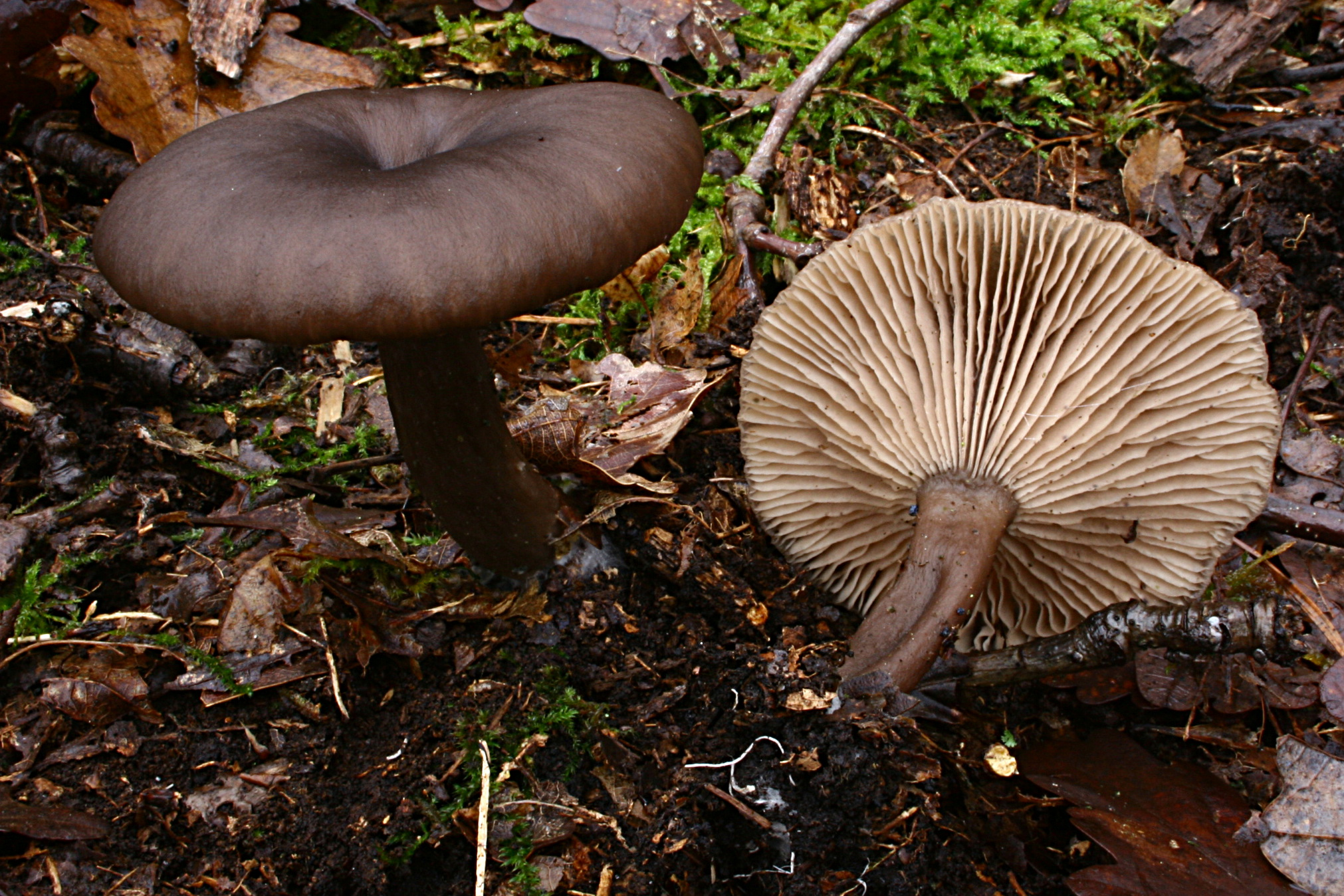
P. cyathiformis brun
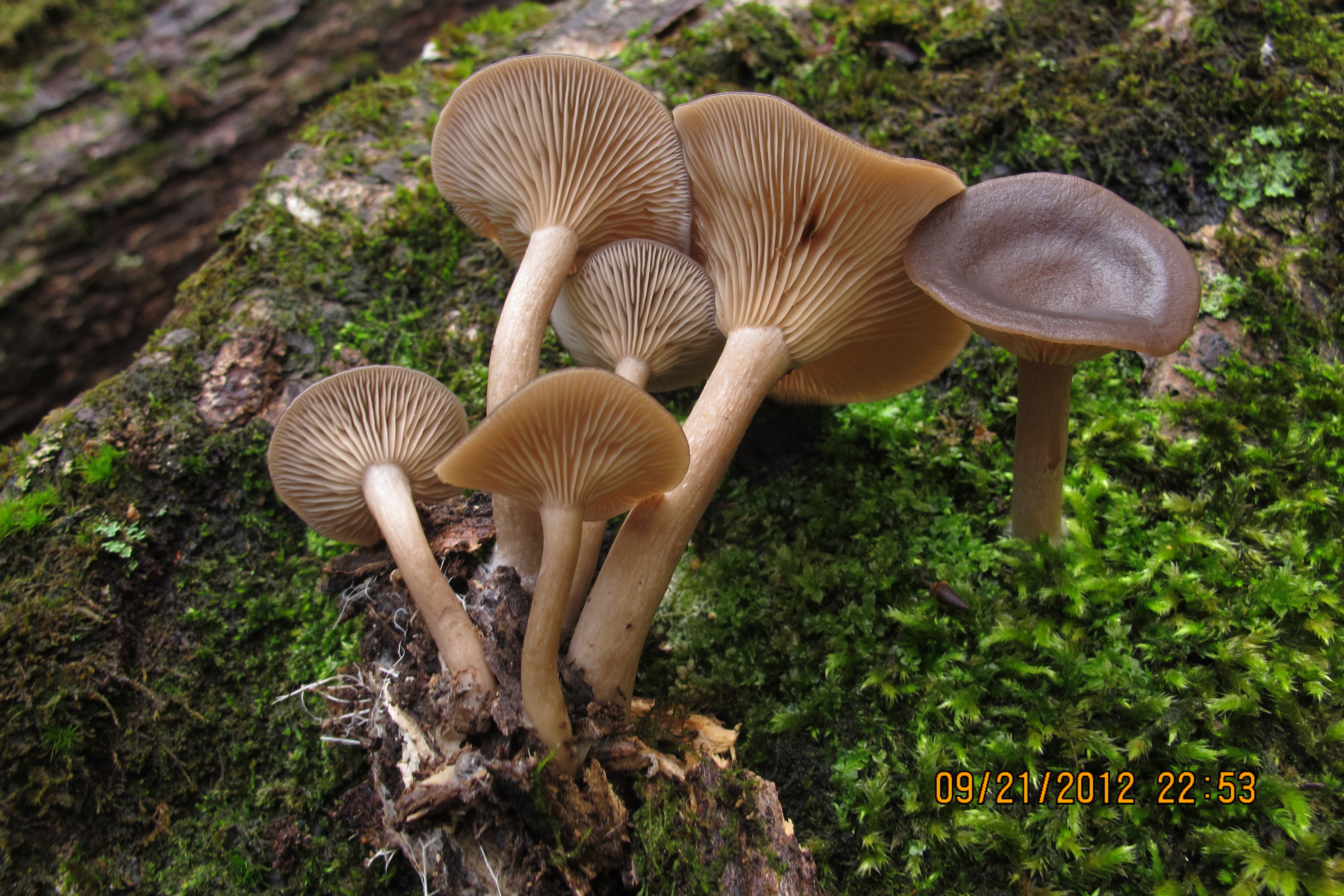
P. cyathiformis, mănunchi

## Confuzii
Specia poate fi confundată între altele cu: Arrhenia sphagnicola (fără valoare culinară, neînsemnat în miros, gust și carne), Cantharellula umbonata (comestibilă, fără miros sau gust specific, are lamelele albe, puternic bifurcate și se dezvoltă printre pernițele de mușchi din pădurile de conifere), Clitocybe clavipes sin. Ampulloclitocybe clavipes (comestibil, dar otrăvitor cu alcool, miros de ciuperci, slab fructuos), Clitocybe ditopa (necomestibilă, miros accentuat de faină râncedă), Clitocybe metachroa (fără valoare culinară, crește pe bușteni de rășinoase), Clitocybe vibecina (comestibilă, miros făinos), Lepista flaccida sin. Clitocybe flaccida (comestibilă), Melanoleuca vulgaris (comestibilă), Myxomphalia maura (fără valoare culinară, mai mică, miros de faină, se dezvoltă preponderent pe resturile de lemn ars din păduri), Pseudoclitocybe expallens (comestibilă, dar de valoare scăzută, foarte asemănătoare cu specia descrisă, cuticulă de culoare mai deschisă), dar, de asemenea, cu lăptarii Lactarius camphoratus (comestibil), Lactarius hysginus (necomestibil) și Lactarius subumbonatus (necomestibil).

## Specii asemănătoare în imagini

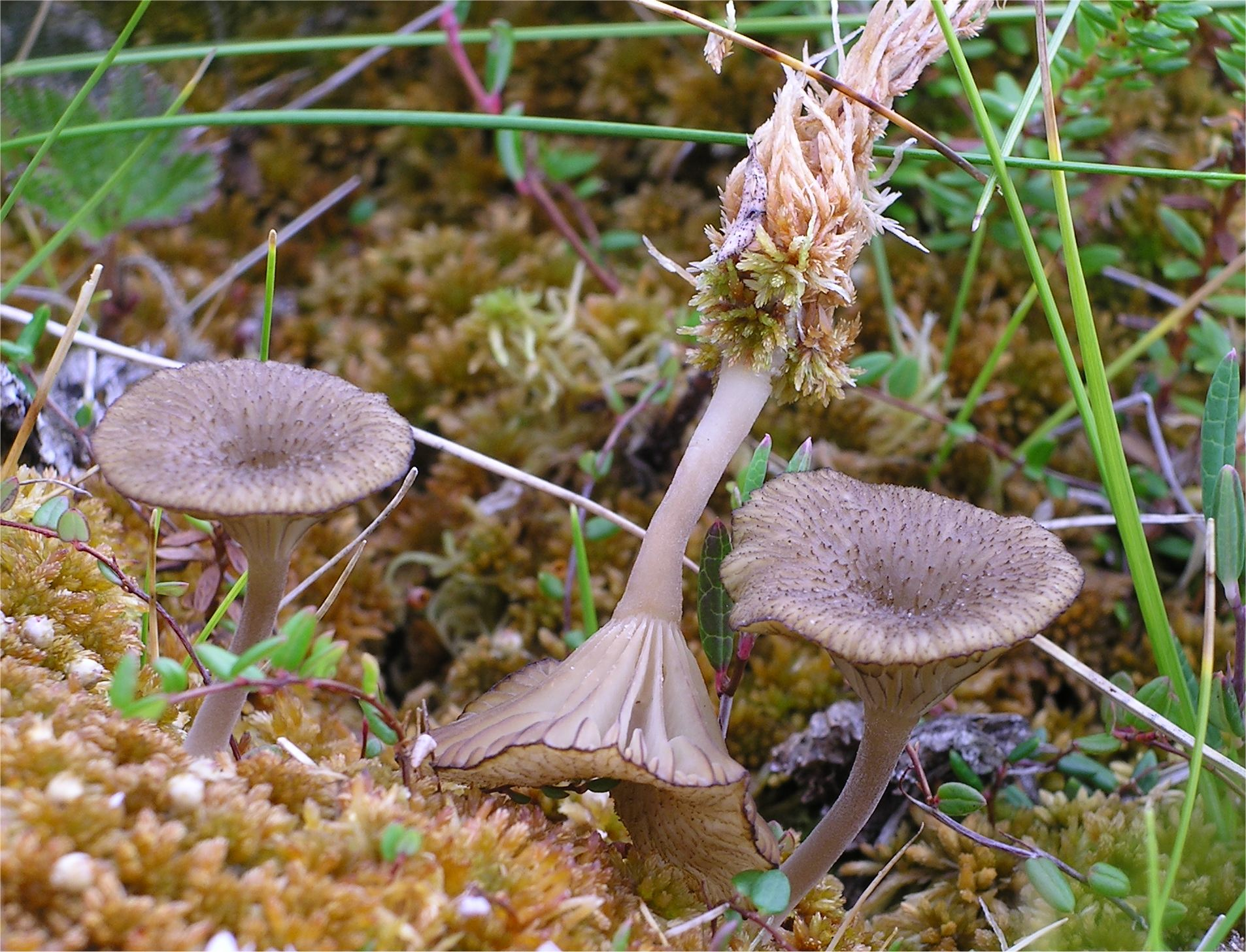
Arrhenia sphagnicola
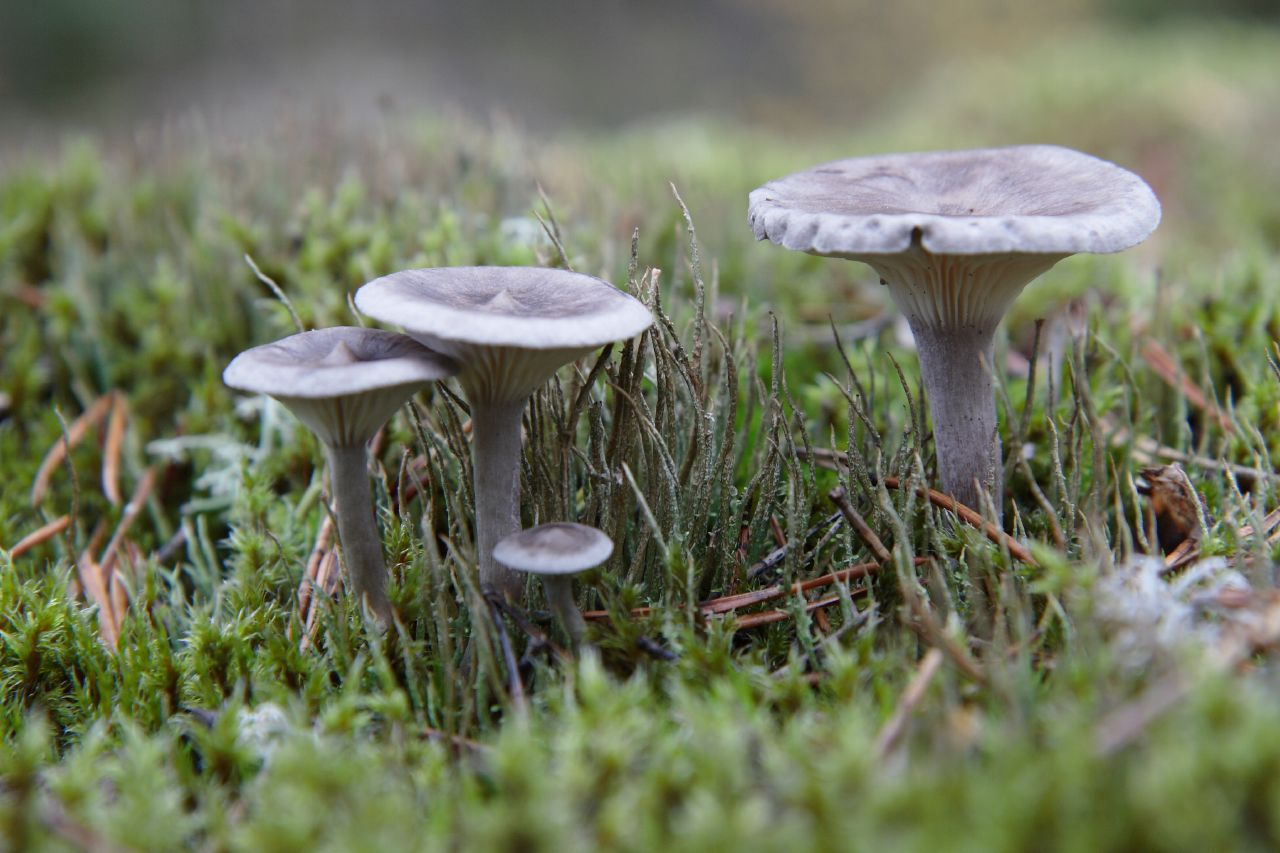
Cantharellula umbonata
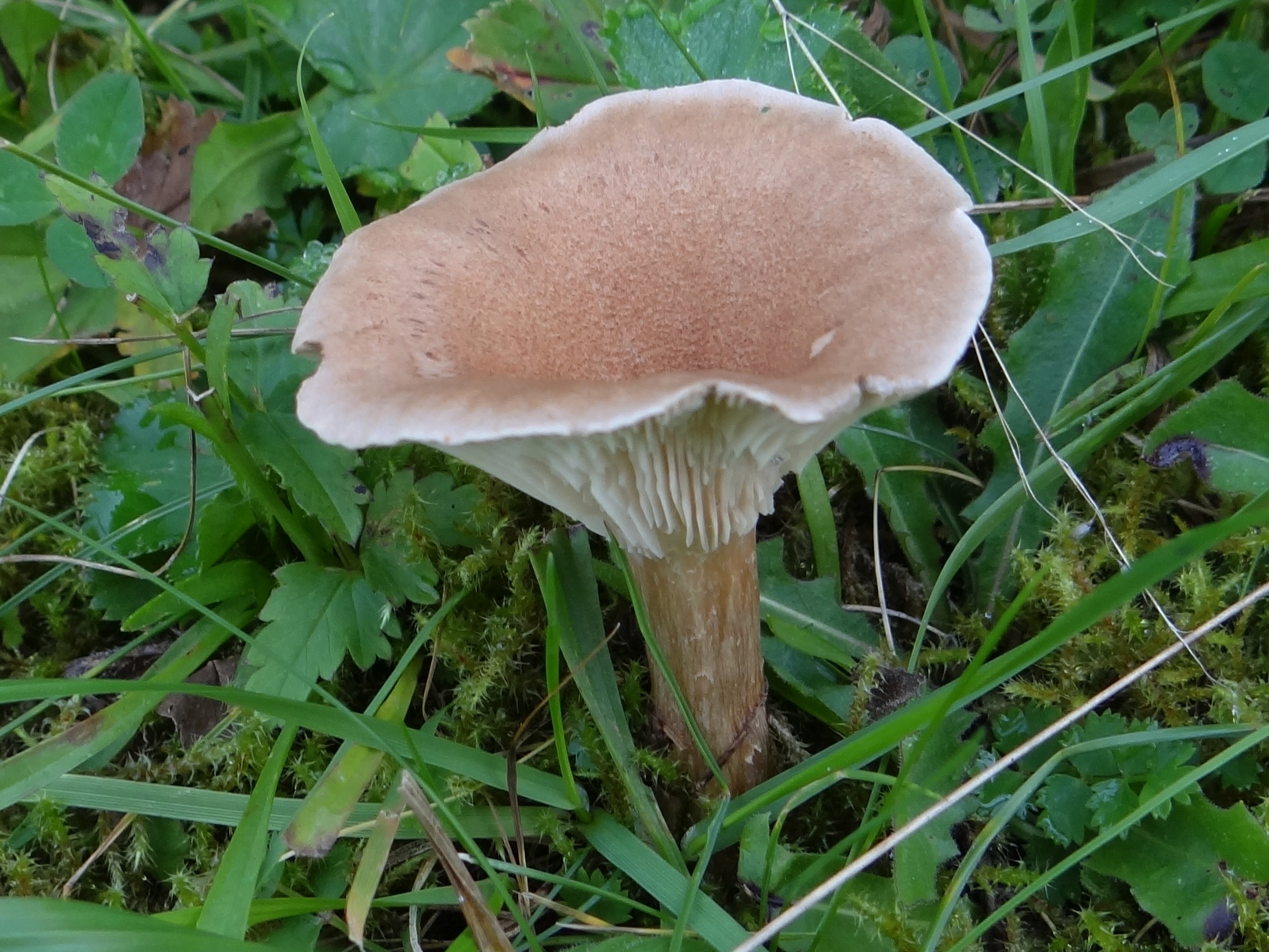
Clitocybe clavipes
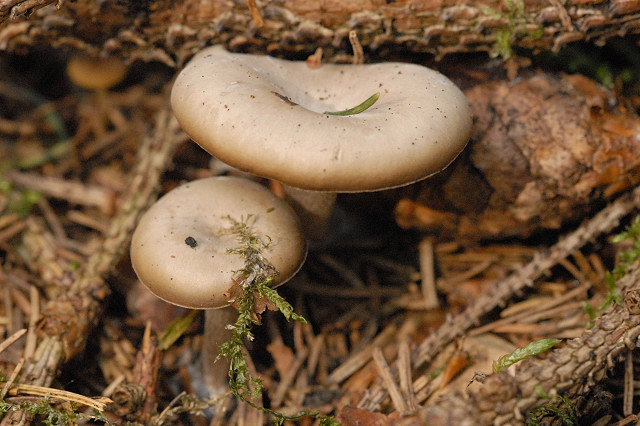
!Clitocybe ditopa!
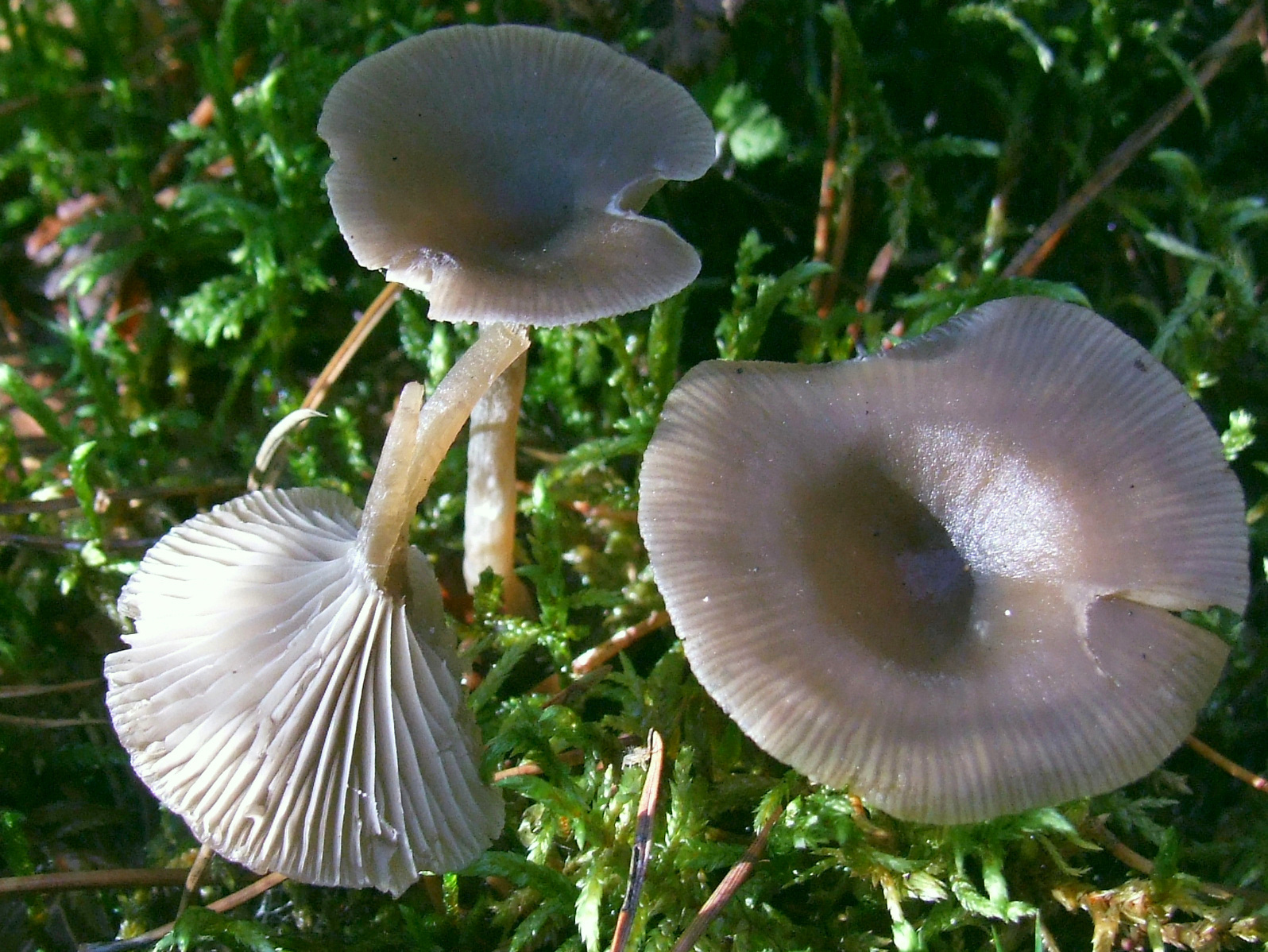
Clitocybe metachroa
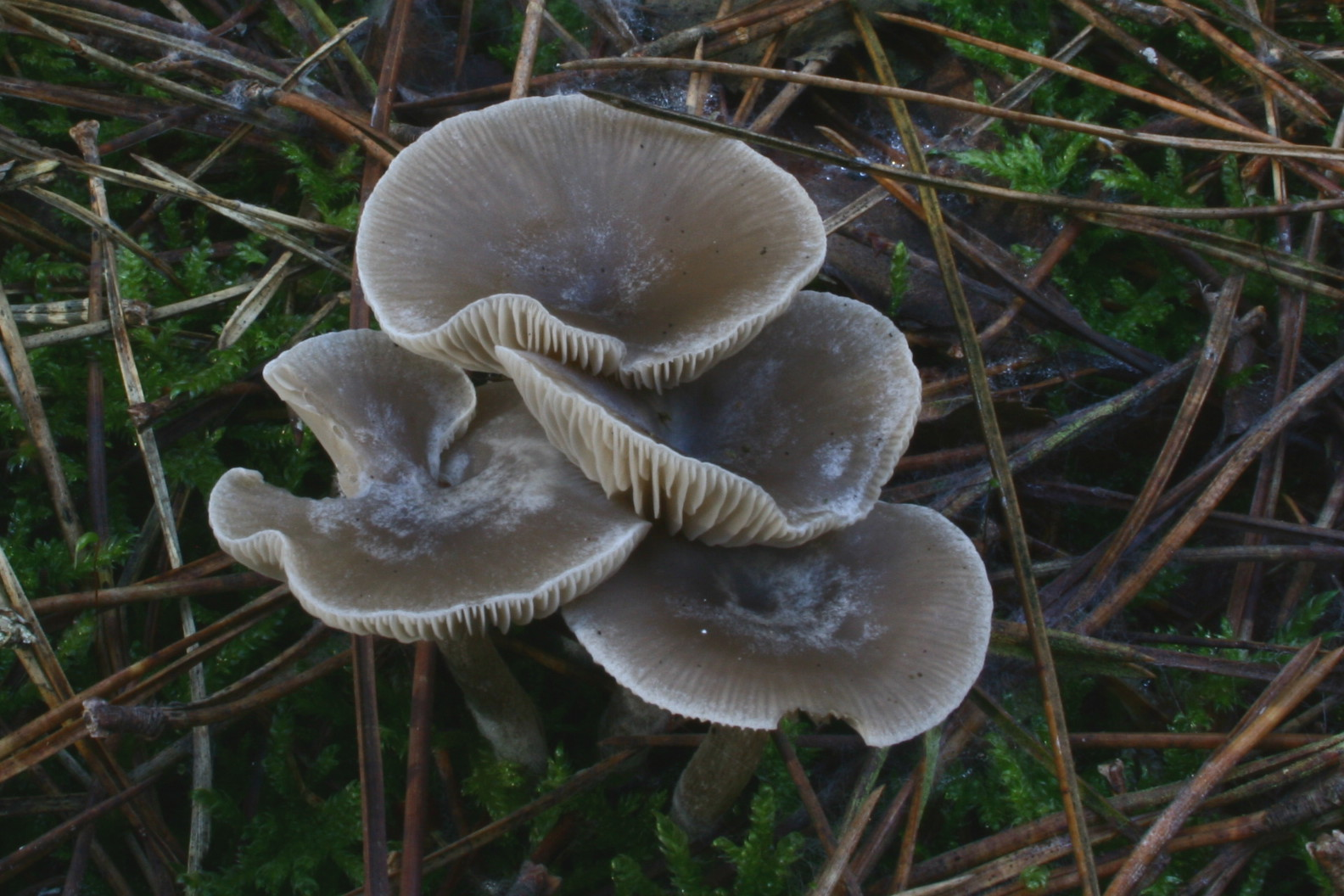
Clitocybe vibecina
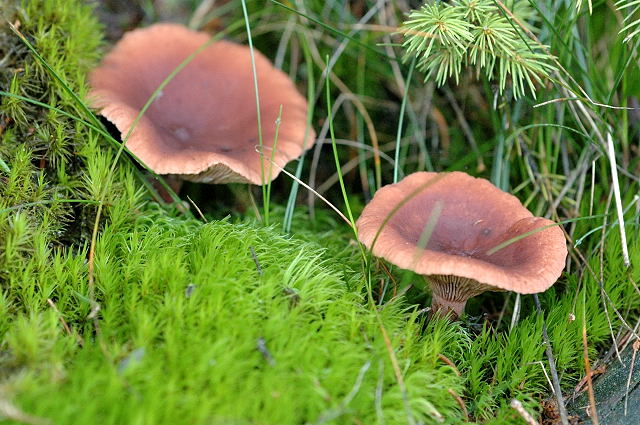
Lactarius camphoratus
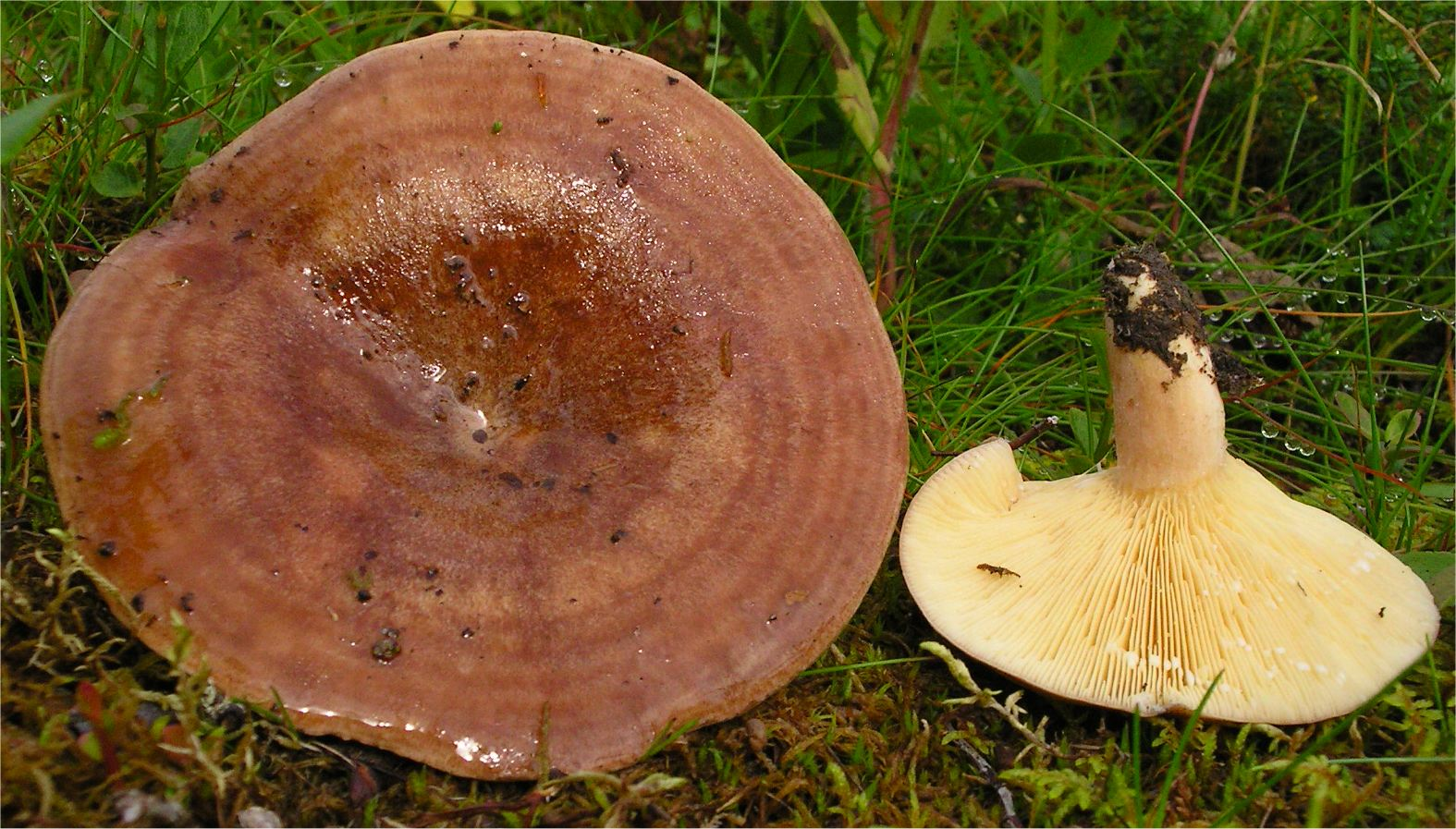
!Lactarius hysginus!

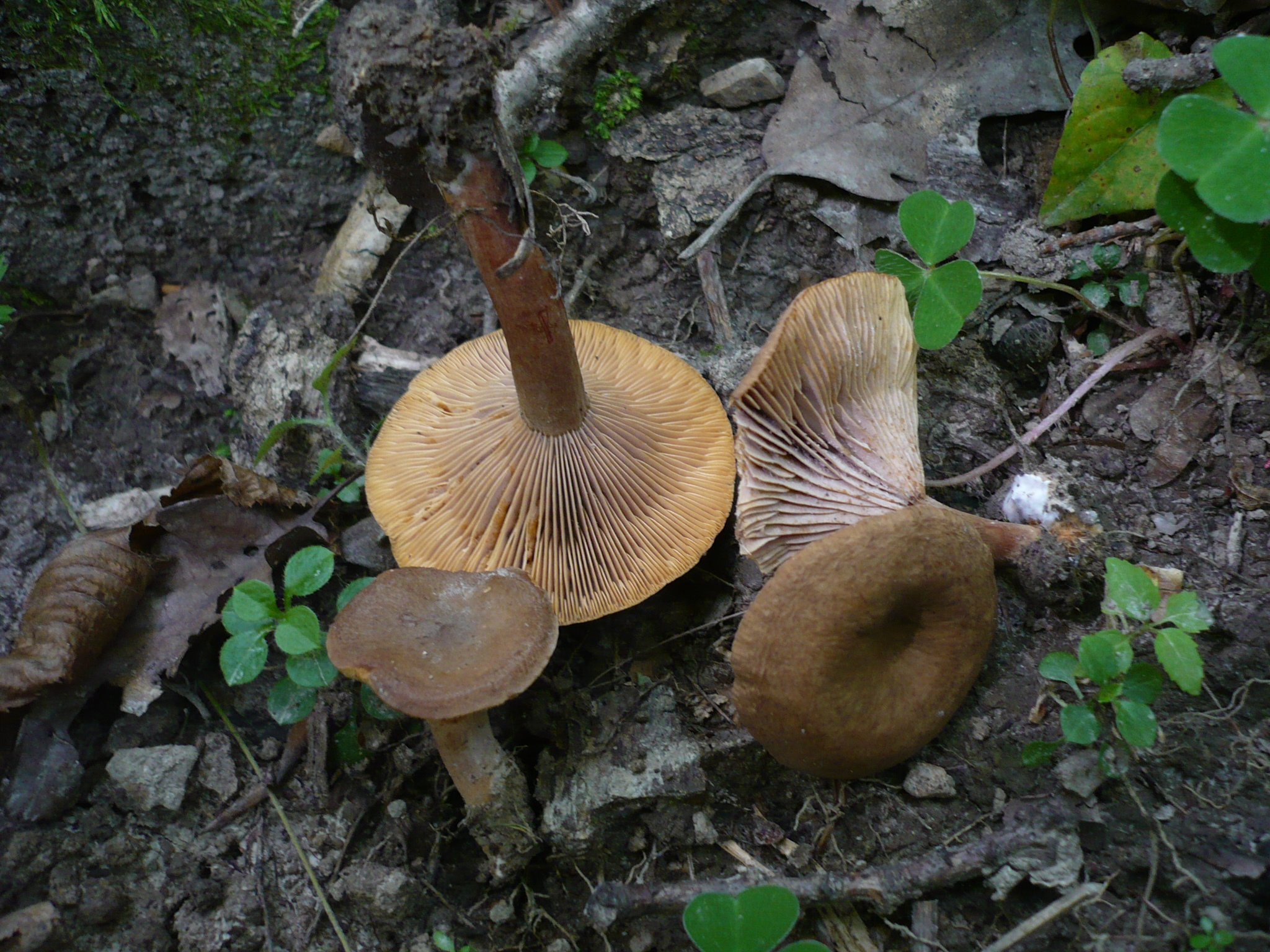
!Lactarius subumbonatus!
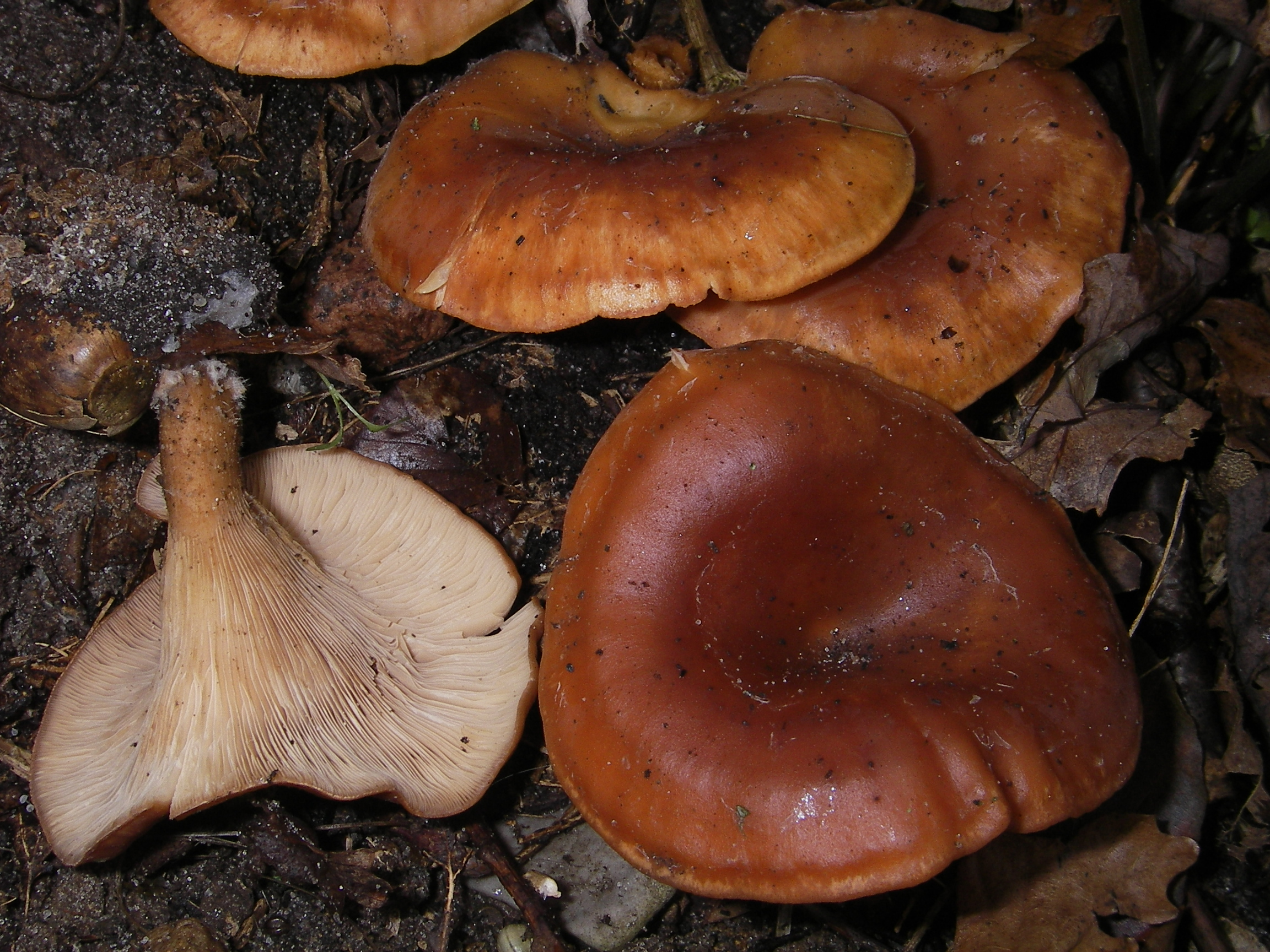
Lepista flaccida
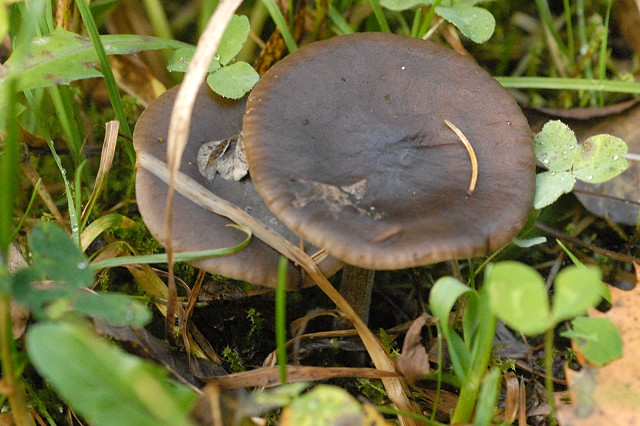
Melanoleuca vulgaris
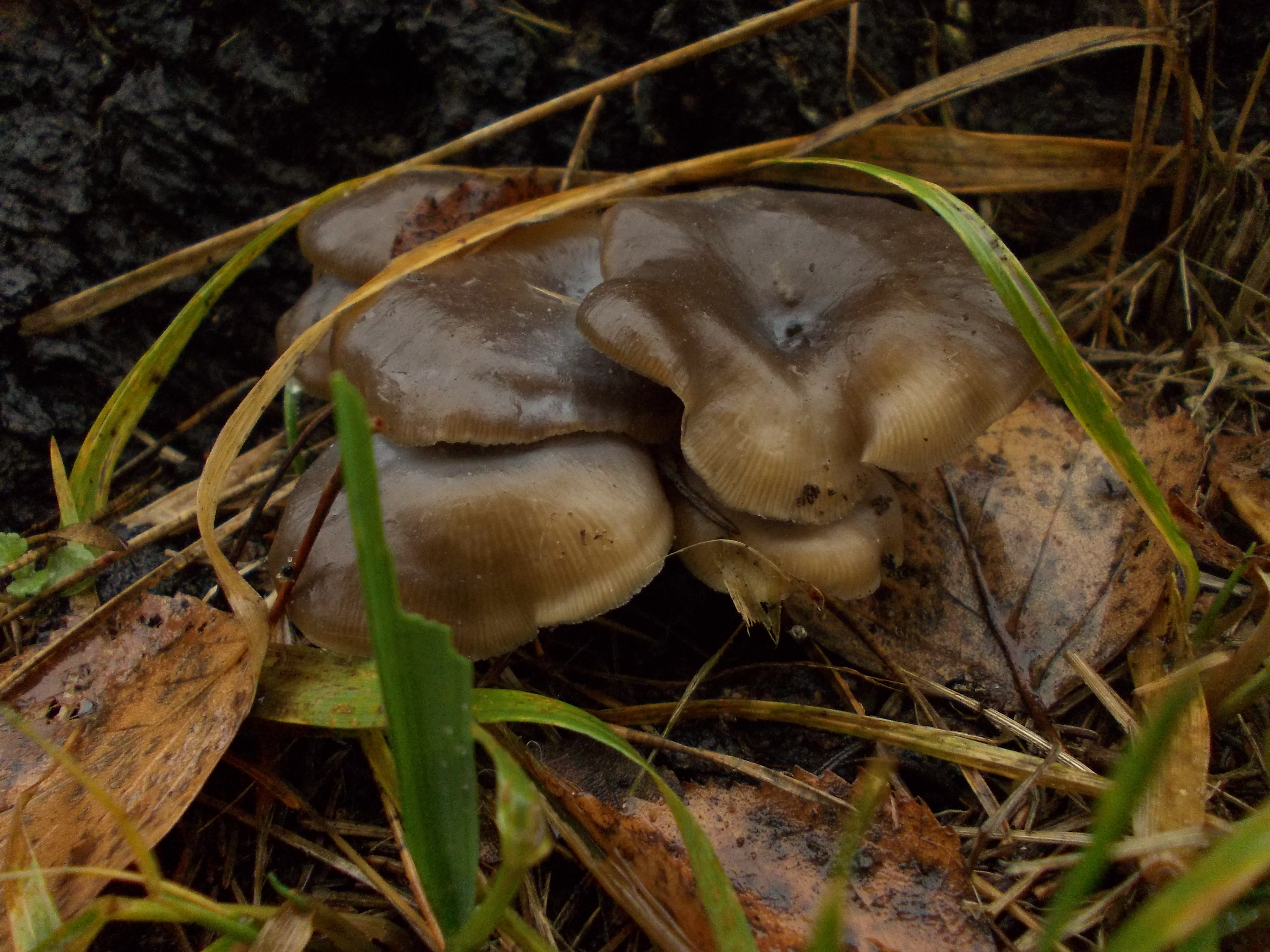
Myxomphalia maura
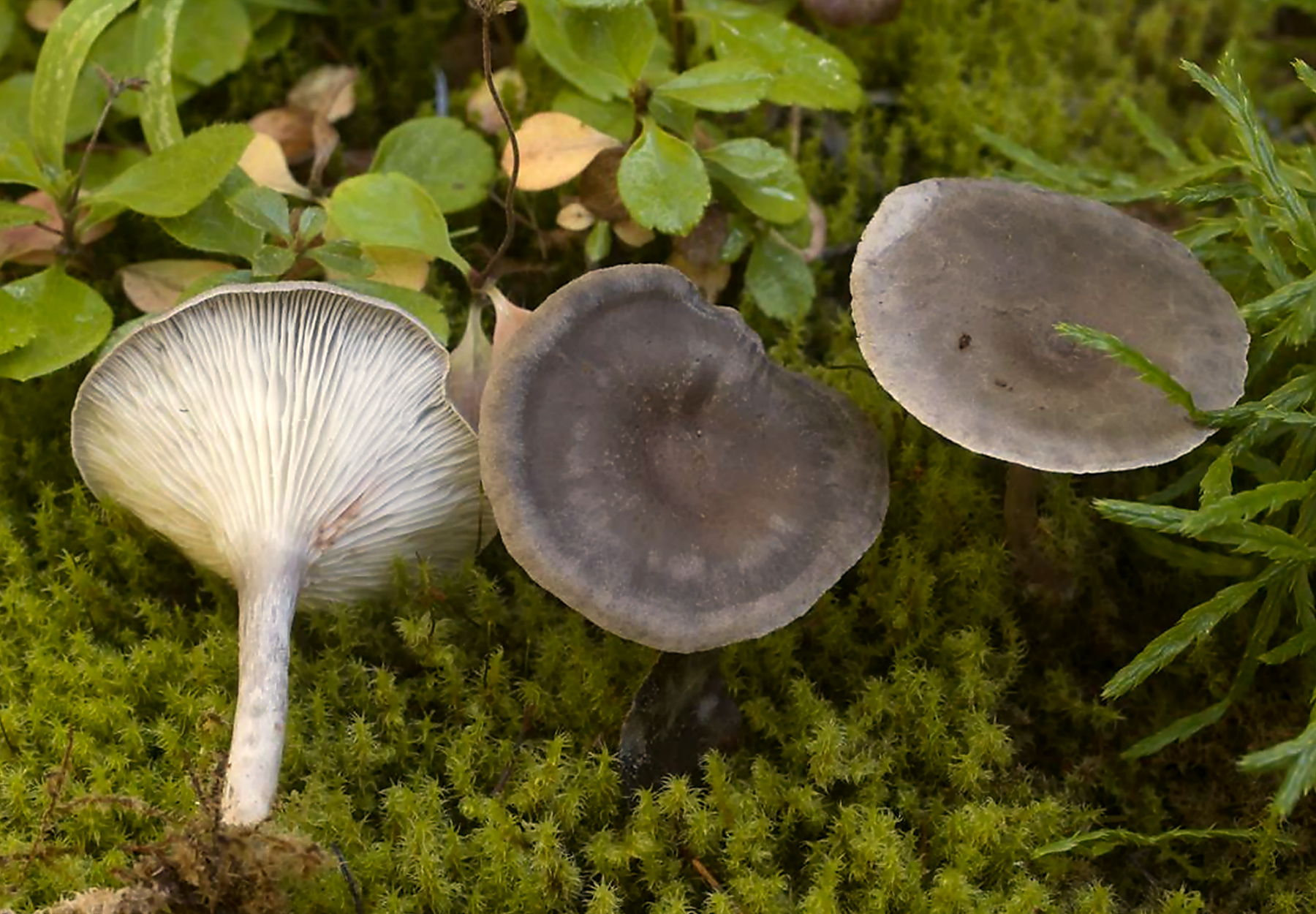
Pseudoclitocybe expallens

## Valorificare
Bureții pot fi adăugați la diverse mâncăruri cu/de ciuperci, dar carnea pălăriei numai puțin cărnoasă și ceva elastică o fac nu prea apreciată în gastronomie. Piciorul nu se folosește.